# Vous êtes libre ?
Pour plus de détails, voir Fiche technique et Distribution.
Vous êtes libre ? est un téléfilm français réalisé par Pierre Joassin réalisé en 2004.

## Synopsis
Avocat parisien habitant les beaux quartiers, Fabien s'apprête à faire une surprise à sa compagne Audrey : un séjour en amoureux à Venise. La jeune femme, de son côté, est sur le point de lui révéler qu'elle a un amant. Mais un coup de fil inopiné à Fabien suspend l'annonce de ces deux nouvelles. L'avocat doit, en effet, retrouver au plus vite le patron de son cabinet, Paul, dans une auberge des bords de Marne. Là, à sa grande surprise, ce n'est pas son supérieur et ami qui l'attend mais Laure, la femme de Paul, qui, insatisfaite des relations qu'elle entretient avec son mari, propose à Fabien de devenir son amant. Ce dernier, incommodé par ces avances, quitte l'auberge sur-le-champ et appelle un taxi. Ce jour-là, c'est Nathalie qui est de service…

## Fiche technique
- Réalisateur : Pierre Joassin
- Scénario : Colin Thibert et Jean-Claude Islert
- Musique : Carolin Petit
- Date de diffusion : le 4 mai 2005, sur TF1
- Durée : 95 minutes

## Distribution
- Michèle Bernier : Nathalie
- Bernard Le Coq : Fabien
- Didier Flamand : Paul
- Babsie Steger : Laure
- Emmanuelle Bach : Audrey
- Jules-Angelo Bigarnet : Benoit
- Isabelle Habiague : Sabine
- Marc Samuel : Dubreuil
- Luc Palun : Maurice
- Jean-François Pastout : Morel